# Саркисов, Рафаэль Семёнович
Рафаэ́ль Семёнович Сарки́сов (Саркися́н) — начальник личной охраны Лаврентия Берии, полковник госбезопасности.

## Биография
Родился в 1908 году в Елизаветполе (Гянджа). Армянин.
Работал ткачом на суконной фабрике «Красный Азербайджан» (Гянджа) с 04.09.1926 г. по 2 марта 1930 года, а затем на Тифлисской суконной фабрике, где был одним из лучших рабочих и удостоен звания ударника труда. Он обслуживал 4 станка, о чём неоднократно писали в газетах (газета «Пролетар» 03.06.1931 г., газета «Муша» от 20.05.1931 г.)
Служил в органах госбезопасности на должностях офицерского состава с 12 мая 1932 года по 27 июня 1953 года.
Информация о работе во внутренней тюрьме НКВД и личным шофером Берии не соответствует действительности и противоречит должностям, на которых находился Саркисов Р. С. Неправомерно сфальсифицированные и приписанные Саркисову Р. С. должности относятся к другому конкретному сотруднику охраны Берии, Сардиону Николаевичу Надарая, который имел звание сержанта до 17.07.1939 г. и занимал должность начальника Тбилисской смешанной тюрьмы, помощника начальника тюрьмы УГБ НКВД ГССР. а затем и начальника тюрьмы УГБ НКВД ГССР до 07.01.39г. (Справочник «Кадровый состав НКВД 1935—1939», «Кто руководил органами госбезопасности: 1941—1954» Петров Н. В.)
Служба Саркисова Р.С . в органах ОГПУ-НКВД-НКГБ-МГБ-МВД:
- сотр. ГПУ-УНКВД ГССР 04.32-1935;
- сотр. оперотд., нач. группы 1 отд. УГБ НКВД ГССР 1935—1938;
- сотр. 1 отд. ГУГБ НКВД СССР 1938-21.01.39;
- нач. группы 3 отд-я 1 отд. ГУГБ НКВД СССР 21.01.39-27.02.41;
- нач. группы 1 отд. НКГБ СССР 27.02.41-31.07.41;
- нач. группы (охрана Л. П. Берии) 4 отд-я 1 отд. НКВД СССР 08.08.41-10.05.42;
- ст. оперуполн. 2 отд-я 1 отд. НКВД СССР 10.05.42-17.05.43;
- ст. оперуполн. 1 отд-я 2 отд. 6 упр. НКГБ СССР 12.05.43-1946;
- сотр. упр. охраны № 2 ГУО МГБ СССР 12.46-27.07.51;
- нач. 3 отд-я 1 отд. упр. охраны № 2 ГУО МГБ СССР 27.07.51-27.05.52;
- нач. личной охраны подразделения № 4 1 отд. упр. охраны МГБ СССР 27.05.53-14.03.53;
- нач. личной охраны подразделения № 2 1 отд. 9 упр. МВД СССР 03.53-17.04.53;
- пом. нач. спецопергруппы 1 гл. упр. МВД СССР 29.04.53-12.05.53;
- пом. нач. 11 отд. 1 гл. упр. МВД СССР 12.05.53-06.53;
- пом. нач. 1 отд. 9 упр. МВД СССР 05.53-27.06.53.

Арестован 27 июня 1953 г. Приговорён ВКВС СССР 18 февраля 1959 г. по ст. 17-58-1 «б» УК РСФСР к 10 годам лишения свободы. Находясь в тюрьме, выполнял работу бракера на мебельном заводе, «активно участвовал в общественной работе и рационализации, и изобретении, направленные на улучшение качества продукции», «ему было объявлено 3 благодарности и 2 раза помещался на доску передовиков производства».
Освобожден 28.03.60 условно-досрочно из Дубравного ИТЛ по определению Верховного суда Морд. АССР от 23.03.60 года.
Юридические подтверждения родственных связей с А. И. Микояном отсутствуют.
Звания: мл. лейтенант ГБ 11.06.38; ст. лейтенант ГБ 02.12.38 (произведен из мл. лейтенанта); капитан ГБ 14.03.40; подполковник ГБ 11.02.43; полковник ГБ 29.01.44.
16.09.45; 2 награды: орден Красного Знамени 20.09.43; орден Отечественной войны 1 степени; ордена Красной Звезды 24.02.45, 25.07.49; орден «Знак Почета» 28.08.37; медали. Награждён орденом Красной Звезды за обеспечение проведения Ялтинской конференции.
Был признан инвалидом 2 группы. Проживал в Москве.
Умер 30 июня 1961 года от инфаркта в Тбилиси. Похоронен на Кукийском кладбище в Тбилиси. Не реабилитирован.